# 横琴国际网球中心
横琴国际网球中心是位于中国广东省横琴粤澳深度合作区的一座网球场馆。目前该场馆举办的国际赛事有：WTA超级精英赛、珠海网球冠军赛（ATP250赛事）和澳大利亚网球公开赛亚太区外卡赛，以及珠海挑战赛（ATP挑战赛）、珠海网球公开赛（ITF赛事）等。

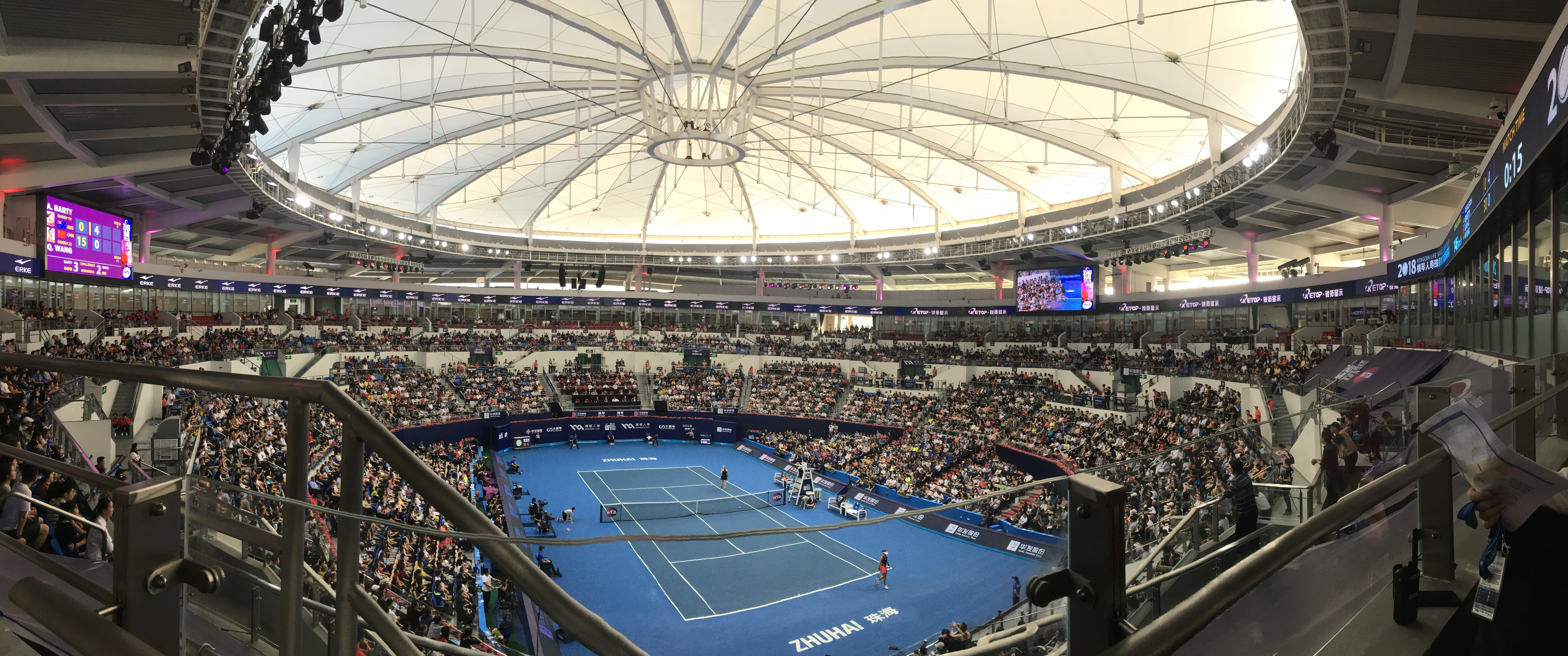
中心球场

该网球中心占地面积约11.7万平方米。其一期工程于2015年竣工，面积为6.8万平方米。它由一个可容纳5000名观众的中央球场、一个可容纳1500人的一号球场、四个小型比赛球场和十二个练习场组成。它由体育建筑公司博普乐思设计，该公司也是温布尔登中心球场和澳大利亚网球公开赛主场墨尔本公园二号球场瑪格麗特·考特體育館的幕后设计者。第一阶段仅在该中心开业前一年才开始施工，施工前需要对场地进行排水和填海工作。
由于WTA超级精英赛被归类为室外比赛，其规格包括要求所有球场，无论是室内还是室外，在温度和湿度方面都具有相同的气候条件。为此博普乐思设计了一个带有两个屋顶的中央球场：一个悬臂式外屋顶覆盖看台，一个中央屋顶覆盖球场，这样既能享受到自然采光，也可以通风，起到了保护球员和观众免受阳光直射，在雨天也可以顺利举办比赛。
该中心于2015年9月开放，比2015年WTA超级精英赛的举办日期早了两个月，并举办了赛事奖金5万美元的珠海ITF国际女子网球巡回赛，该赛事随后与男子赛事合并成为珠海网球公开赛。据国际女子网球协会网站报道，"球员和球迷都很喜欢新体育馆，这里的每个座位都能提供绝佳的视角"。
该中心位于横琴粵澳深度合作区的中心地段。當時横琴新区于2009年开始开发，是中国一国两制政策下珠海与澳门和香港特别行政区的合作区域。横琴与澳门相距仅200米，两地之间还有一座大桥。2018年8月至12月期间，横琴国际网球中心向所有珠海、澳门和香港居民免费提供其训练设施的使用权。